# Wattstax
Wattstax was een eenmalig festival in het Los Angeles Memorial Coliseum, te Los Angeles op 20 augustus 1972. Later werd het ook wel het zwarte Woodstock genoemd, omdat er vooral gekleurde mensen aanwezig waren en weinig blanken. 

## Rellen, de aanleiding
Op 11 augustus 1965 brak er geweld uit in de buurt van Zuid-Centraal Watts, Los Angeles. Marquette Frye (een 21-jarige Afro-Amerikaans jongeman) werd toen aangehouden door een politieagent die hem ervan verdacht dat hij dronken achter het stuur zat. De toeschouwers begonnen de politieagent uit te jouwen en er kwam een tweede politieagent die de mensen sloeg met de knuppel. Het werd de eerste grote racistische rel, die vijf dagen gepaard ging met brandjes, plunderingen en gevechten gevoed door raciale spanningen. Er vielen minstens 34 doden en 1000 gewonden en er werd voor $200 miljoen aan eigendom verwoest. Naar schatting hebben er 35.000 Afro-Amerikanen deelgenomen aan de rellen. De meesten leefden al hun hele leven in Watts. De woede was dan ook vooral gericht op de blanke winkeliers. Het ging om gelijke mensenrechten.

## Het festival
Na de rellen bedacht de Black Power een geweldloze uiting: een muziekfestival met medewerking van artiesten die bij Stax Records onder contract stonden. Dominee Jesse Jackson en Richard Pryor waren de interviewers van bekende en onbekende Afro-Amerikanen. De gesprekken werden afgewisseld met optredens van Isaac Hayes, Rufus Thomas en Carla Thomas, The Staple Singers, Eddie Floyd, The Bar-Kays, Johnnie Taylor, Albert King en The Emotions. Een kaartje kostte niet meer dan $1.00. En er waren 90,000 mensen die een concertkaartje hadden gekocht. Dominee Jesse Jackson droeg het bekende gedicht "I Am Somebody" voor. Het werd een festival met een missie: ieder mens (zwart of blank, man of vrouw) moest evenveel rechten krijgen.

## De Documentaire
In februari 1973 kwam een documentaire uit over het festival, geregisseerd door Mel Stuart. Hij wilde vooral een historisch document dat het dagelijks leven van de Afro Amerikanen in beeld bracht, geen documentaire met enkel optredens van muzikanten. De documentaire wisselde beelden van het festival af met informele straatinterviews afgenomen in Watts. Richard Pryor praatte de interviews aan elkaar.

### Nummers in de film
- "What You See Is What You Get", The Dramatics
- "Oh La De Da", Staple Singers
- "We the People", the Staple Singers
- "Star-Spangled Banner",Kim Weston
- "Lift Ev'ry Voice and Sing", Kim Weston
- "Respect Yourself", the Staple Singers
- "Someone Greater Than I", Jimmy Jones
- "Lying on the Truth", the Rance Allen Group
- "Peace Be Still", The Emotions
- "Old-Time Religion", William Bell, Louise McCord, Debra Manning, Eric Mercury, Freddy Robinson, Lee Sain, Ernie Hines, Little Sonny, the Newcomers, Eddie Floyd, the Temprees, Frederick Knight
- "Son of Shaft/Feel It", Bar-Kays
- "I'll Play The Blues For You", Albert King
- "Jody's Got Your Girl and Gone", Johnnie Taylor
- "Walking the Back Streets and Crying", Little Milton
- "I May Not Be What You Want", Mel and Tim
- "Pick Up the Pieces", Carla Thomas
- "Do the Funky Chicken", Rufus Thomas
- "If Loving You Is Wrong, I Don't Want to be Right"Luther Ingram
- "Theme from Shaft", Isaac Hayes
- "Soulsville", Isaac Hayes

## Trivia
- Dertig jaar na de documentaire in 2004 werd de cd en de DVD uitgebracht (remastered). (Special Edition).
- Het Harlem Cultural Festival (1969) wordt ook the Black Woodstock genoemd.